# Петробрас
„Петробрас“ (на португалски: Petrobras) е нефтодобивна и нефтопреработвателна компания със седалище в Рио де Жанейро, Бразилия.
Тя е основана през 1953 година като държавна монополна компания в нефтодобива, като по-късно е частично приватизирана. През 1997 година е премахнат нейният законов монопол в нефтодобива. Въпреки това компанията запазва доминираща позиция в тази дейност. С оборот 146 милиарда долара (2011) „Петробрас“ е най-голямата компания в Латинска Америка.